# パタラ・サティヴェ
パタラ・サティヴェ（グルジア語: პატარა სატივე、グルジア語ラテン翻字: Patara Sative）は、ジョージアのシダ・カルトリ州ハシュリ地区にある村落。ゴミ・テミに属する。シダ・カルトリ平野西部、スラムラ川の南側に位置する。海抜は750メートル。ハシュリからは東北東へ約16キロメートルの位置にある。

## 語源
サティヴェはスラムラ川の両岸を合わせた地名であり、北側のほうが南側よりも集落の規模が大きかった。そのため、北側は「大きい」を意味する「ディディ」（グルジア語: დიდი、グルジア語ラテン翻字: Didi）をつけて「ディディ・サティヴェ」、南側は「小さい」を意味する「パタラ」（グルジア語: პატარა、グルジア語ラテン翻字: Patara）をつけて「パタラ・サティヴェ」と呼ばれた。「サティヴェ」は、「いかだ」を意味する「ティヴィ」（グルジア語: ტივი、グルジア語ラテン翻字: tivi）に由来し、「—の場所」という意味を持つ接頭辞「サ-」（グルジア語: სა-、グルジア語ラテン翻字: sa-）を組み合わせたものである。言い伝えによると、この地にはいかだ置き場が存在していた。

## 歴史
カルトリ王国の時代、サティヴェはアミレジビ家が所有する土地であったが、バグラティオン＝ダヴィタシヴィリ家の手へと渡った。
1634年10月23日付でのカルトリ国王ロストムの文書があり、この中でサティヴェの村に関する言及がある。バグラティオン＝ダヴィタシヴィリ家はプツァに居住しており、しばしばサティヴェを訪問した。バグラティオン＝ダヴィタシヴィリ家は村に水源をもたらし、今日でも水を供給し続けている。人々はこの水源を「領主の泉」と呼んでいる。
1750年代、レズギ人が頻繁に侵入を繰り返し、村としてのサティヴェは壊滅状態となった。1761年2月19日、ザアル・ダヴィタシヴィリはエレクレ2世に対し、サティヴェの村を次のように述べた。
……私たちの土地ではもう火を焚くことすらできず、奴隷にできる人間も残っていないため、レズギ人は散り散りに去っていきました……
その後、王宮は援助を行い、サティヴェを復興するための措置が講じられた。その上で、エレクレ2世は次の命令を下した。
サティヴェの人々は例外なく、義務の遂行と食料の貢納をしなければならない。軍の動員については、神が認めない。

## 人口
国勢調査による人口は、次の通り。
| 年   | 人口 | 男性 | 女性 | 出典  |
| ---- | ---- | ---- | ---- | ----- |
| 2002 | 90   | 44   | 46   | [ 4 ] |
| 2014 | 68   | 36   | 32   | [ 1 ] |